# دیگو پلگرینی
دیگو پلگرینی (انگلیسی: Diego Pellegrini؛ زادهٔ ۲۱ نوامبر ۱۹۷۰) بازیکن فوتبال اهل ایتالیا است.
از باشگاه‌هایی که در آن بازی کرده‌است می‌توان به باشگاه فوتبال پروجا، باشگاه فوتبال لودیجیانی کالچو، باشگاه فوتبال پارما، باشگاه فوتبال آنکونا، باشگاه فوتبال امپولی، و باشگاه فوتبال ویچنزا اشاره کرد.
وی همچنین در تیم ملی فوتبال زیر ۲۱ سال ایتالیا بازی کرده‌است.